# Di-isopropanolamine
Di-isopropanolamine of DIPA is een organische verbinding met als brutoformule C6H15NO2. De stof komt voor als een wit hygroscopisch poeder met een kenmerkende geur, dat goed oplosbaar is in water. Di-isopropanolamine wordt geel bij blootstelling aan licht en/of lucht.

## Synthese
Di-isopropanolamine wordt gesynthetiseerd uit een reactie van isopropanolamine en propeenoxide:

## Toepassingen
Di-isopropanolamine is een reagens dat wordt gebruikt als emulgator, stabilisator en oppervlakte-actieve stof in onder andere shampoo, scheerschuim en lotions. Het is in staat om zure stoffen of mengsels te neutraliseren of om een basisch milieu te creëren. Omdat di-isopropanolamine in staat is vrij makkelijk oliën en vetten op te lossen, wordt het ook nog gebruikt om vetzuren en om op sulfonzuur gebaseerde oppervlakte-actieve stoffen te neutraliseren.

## Toxicologie en veiligheid
De stof ontleedt bij verhitting en bij verbranding, met vorming van giftige gassen (stikstofoxiden). De oplossing in water is een matig sterke base en reageert met sterke zuren. DIPA reageert hevig met sterk oxiderende stoffen, waardoor kans op brand en ontploffing ontstaat.
De stof is corrosief voor de ogen, de huid en de luchtwegen. Inademing van de aerosol kan longoedeem veroorzaken.